# 多元的国家論
多元的国家論（たげんてきこっかろん）は国家も社会集団の一つにすぎないという政治学上の考え方。

## 国家と社会集団との共通点
- 統一的な意思決定機関の存在
- 成員を規律する規則の存在
- リーダーへの権威の付与
- 非従者に対する制裁

ただし、諸集団の利害対立を調整する機能を持っている点において国家は他の社会集団に優越する。
多元的国家論は、市民社会を過渡的な一段階とし、その矛盾を克服した存在として国家を論じるヘーゲル国家論を批判否定したが、マルクス国家論とは国家と社会を区別する点で共通している。
多元的国家論を主張した思想家にはハロルド・ラスキ、バーカー、マッキーバーなどがいる。ラスキは労働組合、フィギスは宗教団体を社会集団として重視した。

## 批判
カール・シュミットは『政治的なものの概念』の中でラスキの多元的国家論を取り上げ、「政治的なもの」に対する定義が無い点を批判している。

## 日本での主張者
- 高田保馬『社会と国家』1922年
- 中島重『多元的国家論』1922年
- 原田剛『欧米に於ける主権概念の歴史及び再構成』1934年
- 河合栄治郎『ファッシズム批判』1930年
- 岩崎卯一『国家現象の社会学的理解』1942年